# Michele Steno
Michele Steno, född 1331, död 1413, var en venetiansk doge. Han var regerande doge av Venedig 1400–1413.